# Ypsilanti (Michigan)
Ypsilanti város az USA Michigan államában, Washtenaw megyében. Lakosainak száma 20 648 fő (2020. április 1.).

## Történelme
A települést 1809-ben alapították kereskedelmi állomásként. 1823 óta Woodruff's Grove néven egész évben lakott hely volt. 1825-ben a közelben megalapították Ypsilanti települést. Woodruff's Grove és Ypsilanti 1829-ben egyesült Ypsilanti néven. 1890-ben megnyílt a villamos összeköttetés Ypsilanti és Ann Arbor között, mint az első városon átívelő villamosvonal.

## A város híres szülöttei
- Iggy Pop (* 1947), eredeti nevén James Newell Osterberg, Jr; énekes
- Barbara Morrison (1952–2022), dzsesszénekesnő
- Ella Anderson (* 2005), színésznő

## Népesség
A település népességének változása:
| Lakosok száma | 3955 | 19 435 | 20 648 |
|               | 1860 | 2010   | 2020   |